# Eurya aurea
Eurya aurea là một loài thực vật có hoa trong họ Pentaphylacaceae. Loài này được (H.Lév.) Hu & L.K.Ling mô tả khoa học đầu tiên năm 1966.